# Имприматура
Импримату́ра (от итал. imprimatura — первый слой краски) — термин, используемый в живописи: цветная тонировка поверхности уже готового белого грунта.
Д. И. Киплик, профессор Санкт-Петербургского института живописи, скульптуры и архитектуры имени И. Е. Репина, автор книги «Техника живописи», так писал о значении имприматуры:

Цвет грунта может играть большую роль в живописи, если пользоваться им по методу старых мастеров, то есть давать ему возможность просвечивать через слои красок и таким образом принимать деятельное участие в общем эффекте живописи.

Так как просвечивание белого грунта весьма благоприятно отражается на лежащих на нём красках (прозрачных или полупрозрачных), то обыкновенно грунту дают белый цвет, которому при желании различными способами можно легко придать любой оттенок. При умении использовать цвет грунта его можно выдерживать в сером, красном, коричневом, тёмно-коричневом и др. тонах, в зависимости от живописной задачи. Каков бы ни был цвет грунта, он проявляет свою активность по отношению к тону лежащей на нём живописи лишь при том условии, если краски на нём лежат не слишком непроницаемым слоем. Обильным наслоением красок можно уничтожить действие всякого цвета грунта на тон живописи. Работая на цветных грунтах, не надо забывать, что масляному слою красок с течением времени свойственно приобретать большую степень просвечивания, и потому цвет грунта в дальнейшем будет проступать сильнее, чем в свеженаписанной картине.

Цвет грунта в живописи имеет и иное значение, подобное камертону в музыке. Так, на сером грунте легче выдержать живопись в серых тонах, на красном и вообще тёплом грунте — в горячих тонах, на тёмном грунте — в тёмных тонах и т. д.

Красочный эффект старинной живописи складывается из ряда просвечивающих друг через друга красочных наслоений и грунта. Грунту, таким образом, в этой живописи придаётся весьма важное значение, и цвет его должен выбираться сообразно со световым и красочным эффектом картины.
Для каждой живописной задачи выбирается соответствующий грунт, который облегчает и ускоряет работу. Наиболее универсальным по цвету является светло-серый грунт нейтрального тона, так как он одинаково хорош для всех красок — как тёплых, так и холодных, и не требует слишком пастозной живописи.
Живопись с широким плоским светом и интенсивными красками (Рогир ван дер Вейден, Рубенс и др.) требует белого грунта; те же произведения, в которых преобладают глубокие тени, — тёмного грунта (Караваджо, Веласкес и др.).
Светлый грунт сообщает теплоту краскам, нанесённым на него тонким слоем, но лишает их глубины; тёмный грунт — придаёт им глубину. Тёмный грунт холодного оттенка — холод (Терборх, Метсю).
Чтобы усилить на светлом грунте глубину теней, действие белого грунта на краски следует нейтрализовать прокладкой темно-коричневой краской в нужных местах (Рембрандт).
Развитие импрессионизма с его живописью alla prima и пастозными красками свело влияние цветного грунта практически на нет, и имприматура потеряла былое значение.

## Примеры использования

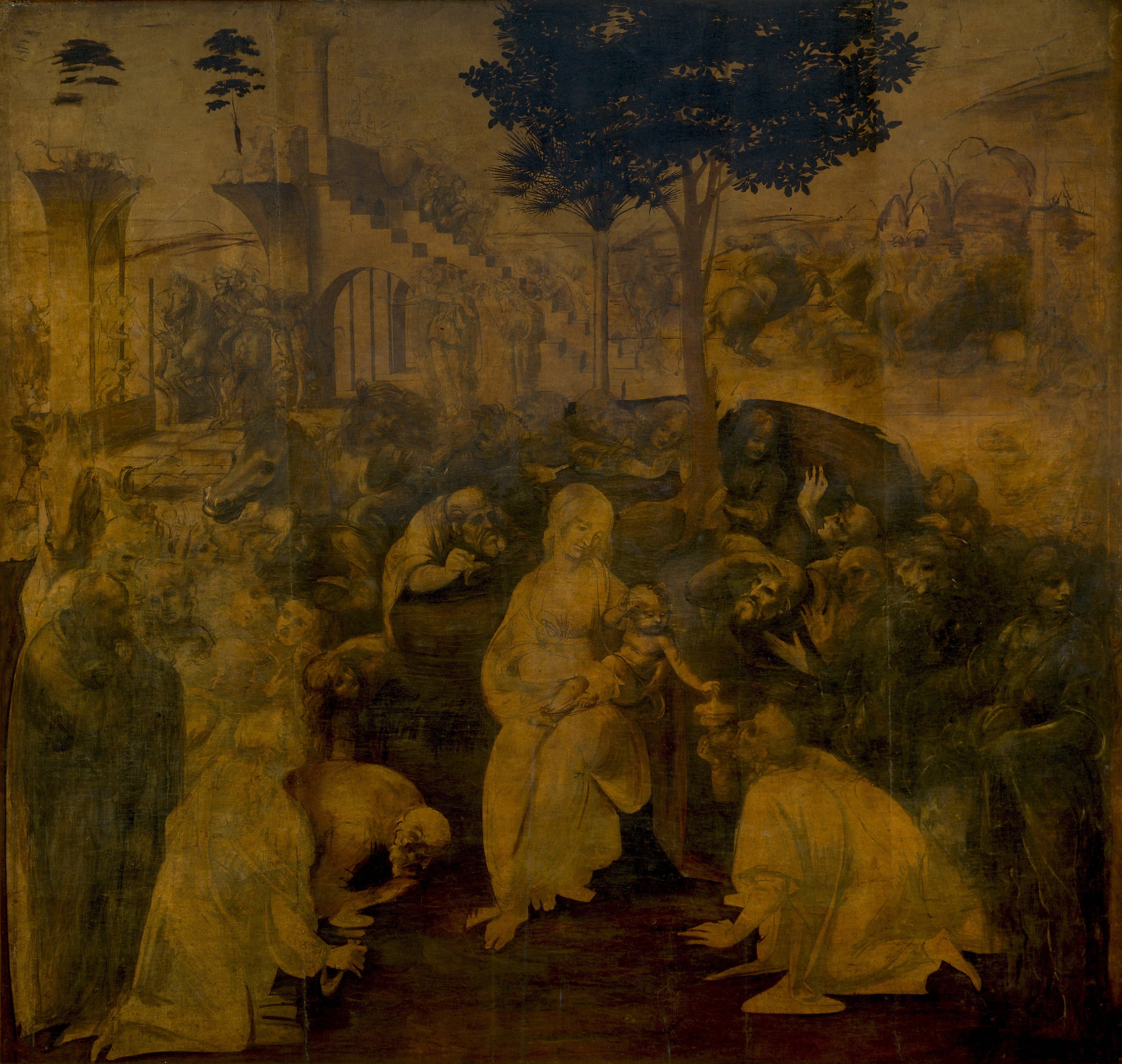
Незаконченное произведение Леонардо да Винчи (1452—1519) «Поклонение волхвов», где видна имприматура

- Веронезе писал по светлому жемчужно-серому или серо-голубому грунту.
- Тициан, в раннем периоде своего творчества предпочитавший белый грунт, со временем стал покрывать его прозрачным красным тоном, придающим живописи теплоту, а впоследствии заменил красный грунт нейтральным тёмным.
- Тинторетто использовал в качестве основы под живопись грунт тёмных цветов — серый или коричневый шоколадного оттенка.
- Рубенс работал на белом, светлом и тёмно-сером грунтах. На некоторых незаконченных его работах можно видеть светло-серый грунт, через который просвечивает белая основа.
- Рембрандт в начале своей карьеры писал по белому грунту с проработкой рисунка и форм прозрачной золотисто-коричневой краской. Позже он стал применять серый грунт и тёмную имприматуру, рисунок прописывал коричневой прозрачной краской, очень тёмной: именно такая техника придаёт особую теплоту и глубину его произведениям.
- Эль Греко выполнял подготовительный рисунок на белом грунте, который затем покрывал коричневой краской — жжёной умброй, так, чтобы белый грунт был виден через неё. Затем следовала моделировка форм в светах и полутонах белилами, причём полутона в этом случае приобретали удивительный серый перламутровый тон, которого невозможно добиться простым смешением красок на палитре.